# ارقام پنهان (کتاب)
ارقام پنهان: داستان زنان آفریقایی‌تباری که به مسابقه فضایی یاری رساندند (انگلیسی: Hidden Figures) کتابی است غیرداستانی به قلم مارگوت لی شترلی. براساس این کتاب، فیلمی به همین نام در سال ۲۰۱۶ و به کارگردانی تئودور ملفی ساخته شده‌است. این کتاب در فهرست پرفروش‌ترین کتاب‌های غیرداستانی نیویورک تایمز در رتبه اول قرار گرفته‌است.

## پیرنگ
کتاب در مورد زنان سیاه‌پوست آمریکایی از جمله ماری جکسون است که به عنوان ریاضی‌دان برای حل مشکلات مهندسان و دیگر افراد در ناسا کار می‌کردند.

## اقتباس سینمایی
در سال ۲۰۱۶ بر پایه این کتاب، فیلمی به همین نام به کارگردانی تئودور ملفی ساخته شد. این فیلم در ۲۵ دسامبر ۲۰۱۶ به نمایش درآمد و نظر مثبت منتقدان را به خود جلب کرد و نامزد جایزه اسکار بهترین فیلم در هشتاد و نهمین دوره جوایز اسکار شد.